# Sayyid Jamshid ibn Abdullah
Jamshid ibn Abdullah al Bu Said, född 16 september 1929 på Zanzibar, död 30 december 2024 i Muskat, Oman, var den siste sultanen av Zanzibar, och regerade 1 juli 1963–12 januari 1964. Han störtades i en revolution 1964 och levde sedan dess i exil i först Storbritannien och senare Oman.